# Franz Huber (Politiker, 1857)

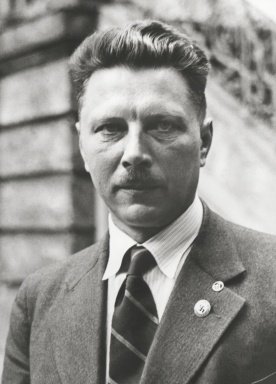
Franz Huber

Franz Huber (* 30. November 1857 in Hirnsdorf, Bezirk Weiz; † 20. Oktober 1953 in Södingberg, Bezirk Voitsberg) war ein österreichischer Politiker (CS) und Gutsbesitzer. Er war Abgeordneter zum Österreichischen Abgeordnetenhaus und Abgeordneter zum Steiermärkischen Landtag.

## Leben
Huber wurde als Sohn des Landwirts Johann Huber geboren. Er besuchte die sechsklassige Volksschule und diente als Zugführer beim 6. Feld-Artillerie-Regiment. Beruflich war er ab 1892 als Gutsbesitzer des Münichhofs in Södingberg aktiv. Neben seiner beruflichen Tätigkeit engagierte er sich in der Freiwilligen Feuerwehr, wobei er von 1894 bis 1922 Hauptmann der FF-Stallhofen war. Er wirkte zudem als Obmann der Raiffeisenkasse Södingberg und wurde 1909 Mitglied des Ausschusses des katholisch-konservativen Bauernvereins für Mittel- und Obersteiermark. Zudem war er ab 1901 Vizepräsident der Bauernvereinskasse des Katholisch-konservativen Bauernvereins und ab 1902 Vizepräsident der Gegenseitigen Feuerversicherungsvereins für Mittel- und Obersteiermark. Er gehörte zwischen 1904 und 1918 dem Steiermärkischen Landtag an und war Obmann-Stellvertreter der Bezirksvertretung Voitsberg sowie Gemeinderat in Södingberg. Als katholisch-konservativer Kandidat trat er bei der Reichsratswahl 1901 im Wahlkreis der Landgemeinden Graz, Voitsberg und Wildon an und wurde in das Abgeordnetenhaus gewählt. Bei der Reichsratswahl 1907 kandidierte er im neuen Wahlbezirk Steiermark 17 und schaffte dort als Kandidat der Christlichsozialen Partei den Wiedereinzug. 1911 konnte er sein Mandat im Wahlkreis verteidigen. Dadurch gehörte Huber vom 31. Jänner 1901 bis zum 12. November 1918 dem Abgeordnetenhaus an, wo er ab 1901 Mitglied im Zentrum-Klub war. Ab 1907 gehörte er der Christlichsozialen Vereinigung an, die 1911 zur Christlichsozialen Vereinigung deutscher Abgeordneter wurde.
Als gewähltes Mitglied des Abgeordnetenhauses war Huber zwischen dem 21. Oktober 1918 und dem 16. Februar 1919 auch Mitglied der Provisorischen Nationalversammlung.